# باس فيدانة (ماهرو)
باس فیدانة (بالفارسية: پاسفیدانه) هي قرية تقع في إيران في قسم ماهرو الریفي. يقدر عدد سكانها بـ 64 نسمة بحسب إحصاء 2016.